# Топориків (острів)
Острів Топориків (англ. Tufted Puffin Rock, рос. Остров Топорков) — плоский скелястий острівець Командорських островів у північній частині Тихого океану, на схід від півострова Камчатка на сході Росії. Острів належать Камчатському краю Російської Федерації. Свою назву острів отримав від топориків, які використовують острівець як місце розмноження.